# Тињиште на Орлици
Тињиште на Орлици (чеш. Týniště nad Orlicí) град је у Чешкој Републици. Град се налази у управној јединици Краловехрадечки крај, у оквиру којег припада округу Рихнов на Књежној.

## Становништво
Према подацима о броју становника из 2014. године град је имао 6.265 становника.